# Regulación bancaria
La regulación bancaria es una forma de regulación gubernamental que se sujeta a los bancos a ciertos requisitos, restricciones y directrices. 
Esta estructura normativa crea transparencia entre las instituciones bancarias y los individuos y corporaciones con los que hacen negocios, entre otras cosas. Dada la interconexión de la industria bancaria y la dependencia que la economía nacional (y global) tienen en los bancos, es importante para las agencias reguladoras mantener el control sobre las prácticas estandarizadas de estas instituciones. Algunos de los partidarios de la regulación, en su versión de rescate, basan sus argumentos sobre la idea  de "demasiado grandes para quebrar" (economía del miedo). Esto es, que muchos instituciones financieras (en particular, los bancos de inversión con un brazo comercial) tienen demasiado control sobre la economía para caer sin tener consecuencias enormes. Esta es la premisa para el rescate por parte del Gobierno, en el que se proporciona asistencia financiera federal o nacional a los bancos u otras instituciones financieras que parecen estar al borde del colapso. La creencia es que sin esta ayuda, los bancos no sólo quebrarían, sino que se crearía una onda destructiva en la economía. Otros abogan por la desregulación, o banca libre, mediante el cual los bancos se dan libertades ampliadas en cuanto a cómo gestionar la institución. Finalmente, existe la posición de regular las transacciones bancarias (en especial las relacionadas con las hipotecas y los bienes inmobiliarios y bursátiles de los bancos), dejar caer a los bancos que gestionen mal e inhabilitar a los directivos que los lleven a la quiebra. 